# Juventud Guerrera
Eduardo Aníbal González Hernández (Ciudad de México, 23 de noviembre de 1974), más conocido como Juventud Guerrera, es un luchador profesional mexicano, hijo de la leyenda mexicana Fuerza Guerrera. Ha trabajado en organizaciones tales como World Wrestling Entertainment, World Championship Wrestling, Total Nonstop Action Wrestling, Asistencia Asesoría y Administración, Consejo Mundial de Lucha Libre, Extreme Championship Wrestling y Pro Wrestling NOAH formaba parte de la empresa italiana NWE(Nu Wrestling Evolution) actualmente está en su empresa llamada "Super X" .Fue miembro de la división de pesos crucero y fue uno de los integrantes del grupo LWO y The Mexicools junto a Super Crazy y Psicosis. En octubre de 2018 mediante un video, Juventud Guerrera aclara que tiene tiempo de llevar una mala relación con su padre Fuerza Guerrera y por este motivo decide alejarse de su familia.

## Carrera

### World Championship Wrestling (1996–2000)

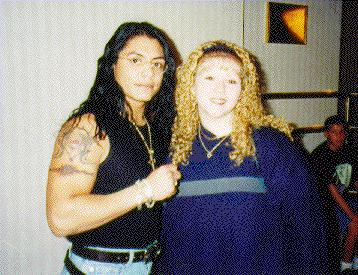
Guerrera junto con una fan en 1998.

Juventud Guerrera luchó enmascarado en varias promociones independientes en México, pero adquirió su mayor fama cuando debutó en World Championship Wrestling. Juventud perdió su máscara luego de un encuentro con Chris Jericho en la WCW y luego se convirtió en comentarista del programa WCW Thunder en lo que se recuperaba de una lesión. Fue despedido de la WCW luego de un aparente "incidente" en Australia en el cual hizo quedar a la compañía en ridículo al actuar descontroladamente por estar bajo el efecto de alguna sustancia controlada. 
Luego de esto Guerrera continuó trabajando para otras compañías tales como Xtreme Pro Wrestling, la WWA, AAA, Frontier Wrestling Alliance, llegando luego a Total Nonstop Action Wrestling.

### Total Nonstop Action Wrestling (2000–2005)
En TNA Juventud se juntó con varios de sus compañeros de la AAA para formar un grupo conocido Team México (el nombre original fue Team AAA) con el propósito de poder participar en la Copa Mundial X de TNA. Entre los luchadores que formaron parte del grupo se encuentran Mr. Águila, Héctor Garza, Abismo Negro y Heavy Metal.
Cuando el acuerdo entre TNA y AAA expiró el grupo fue disuelto, y Juventud continuó entonces luchando en el circuito independiente.

### World Wrestling Entertainment (2005–2006)
Firmó un contrato con la WWE y debutó en televisión bajo el nombre Juventud (sin Guerrera, se cree que para evitar confusiones con Eddie o Chavo Guerrero). En su primera lucha, transmitida el 18 de junio de 2005, en el programa Velocity de la marca SmackDown!, derrotó a Funaki. El 23 de junio, él, Super Crazy, y Psicosis (Los Mexicools), interrumpieron un encuentro entre Chavo Guerrero y Paul London al llegar al cuadrilátero, montados sobre cortadoras de césped, y atacar a ambos luchadores.
Luego de estos, los Mexicools interrumpieron y atacaron semana tras semana a distintos luchadores. Juventud se designó poco después como el líder de este grupo. En el evento The Great American Bash del 24 de julio de 2005, los Mexicools derrotaron al grupo bWo (dirigido por Stevie Richards), en un encuentro de relevo de seis hombres.
Luego de varias semanas de interrumpir y atacar, Juventud y el grupo fueron enviados al programa secundario de la marca SmackDown!, WWE Velocity. Durante este tiempo el grupo tuvo un feudo con el campeón peso crucero Nunzio y su pareja Big Vito. En este periodo los integrantes de los Mexicools lograron obtener varias victorias por plancha sobre el campeón.
En las grabaciones de Velocity del 4 de octubre, Juventud (junto a Super Crazy y Psicosis) se enfrentó a Brian Kendrick, Paul London, Scotty 2 Hotty y Funaki en una batalla real de eliminación con la condición de que el ganador recibiría un encuentro por el título de Pesos Cruceros en el evento WWE No Mercy. Luego de eliminar finalmente a Paul London, juventud ganó la batalla real y la oportunidad de pelear por el título. Durante el evento, celebrado el 9 de octubre, derrotó a Nunzio luego de realizarle la "Juvi Driver" para capturar así su primer Campeonato Peso Crucero de WWE.
Luego de esto Juventud perdió el título al enfrentarse nuevamente con Nunzio en un evento en vivo en Italia, lo cual fue anunciado solamente por WWE.com. Sin embargo, el 25 de noviembre Juventud recuperó el oro en una edición de Smackdown desde Inglaterra. Después en el evento denominado WWE Armageddon de la marca Smackdown Juventud perdió la corona en contra de Kid Kash y semanas después fue despedido de la empresa (se dice que fue a causa que alargo una lucha a su modo y no la realizó en el tiempo que le dio la empresa o por usar el 450 splash, un movimiento ilegal.

### Asistencia Asesoría y Administración (2006–2008)
En 2007 se presentó para la empresa AAA, creando su stable llamado The Mexican Powers, la cual defendería a la empresa de los ataques de la legión extranjera de Konnan, junto con Psicosis, Crazy Boy y Joe Líder, con quienes obtendría el Campeonato Nacional Atómico de la empresa. A finales de 2007 terminó su contrato con la empresa AAA.

### Nu-Wrestling Evolution (2008)
Posteriormente en 2008 ingreso a la empresa italiana NWE, logrando gracias a su forma de luchar el Campeonato Peso Crucero de la NWE. Juventud Guerrera es el primer campeón crucero de la compañía después de ganar un Ladder match en Madrid contra tres rivales: Súper Nova, Matt Cross y Jungle Pac.
En julio de 2008, salió de la empresa NWE.

### Asistencia Asesoría y Administración (2009)
Regresó a México luchando como elemento de libre contratación. A inicios del 2009 se incorporó a la empresa que siempre le abrió sus puertas: la AAA (en la cual debutó en 1992), así iniciando un feudo con X-Pac, Rocky Romero y Alex Koslov en la D-Generation Mex. Desgraciadamente fue despedido después de protagonizar una riña en los vestuarios con Konnan y Jack Evans.

### Regreso a NWE (2009)
Desde el incidente en la AAA, Juventud Guerrera ha luchado para la Nu-Wrestling Evolution, donde ganó el campeonato de peso crucero en una triple amenaza que implica la APA y de la Cruz Mateo. Desde entonces, ha defendido en muchos encuentros de triple amenaza por lo general con la APA y Super Nova y unas cuantas peleas individuales con Super Nova (todos los cuales ha ganado hasta ahora).
En 2010, hizo una sorpresiva aparición especial en la Puerta del Dragón, trabajo en equipo con Kid Dragón en una lucha contra Hulk y Yoshino BxB Masato. Juventud terminó perdiendo el combate para su equipo cuando él golpeó a Masato Yoshino. El 20 de mayo de 2011, hizo una aparición sorpresa en Lucha Xtreme italiana en un partido contra el Thunder Storm y ganar el campeonato italiano Xiw.

### Regreso a la AAA (2012–2014, 2018)
Para el 23 de febrero de 2012, Juventud Guerrera regresa a la AAA en una lucha de eliminatoria pare el Rey de Reyes 2012 perdiendo ante el Hijo del Perro Aguayo, Cibernético y Máscara Año 2000, pero en dicha empresa, fue programado para pelear en Rey de Reyes, ya que ganaba con Joe Lider como parejas en una lucha que era entre los perros (Halloween y Nicho "El Millonario"), los de la sociedad (Teddy Hart y Chessman) y otros luchadores de la AAA (Xtreme Tiger y Daga), de hecho, Juventud cubre a Halloween después de que le aplicara un "GTS".
Antes de triplemania XX Juventud Guerrera y Joe Lider retan a Abyss y Chessman por el campeonato de parejas AAA lucha que perdieron. En un evento grabado para Tv Juventud Guerrera es traicionado por su antiguo admirador Daga, siendo amenazado de que su tiempo ya pasó.
Tras varios encuentros con Daga finalmente Juventud Guerrera pone en juego su campeonato crucero en Guerra de Titanes 2012 en un combate de escalera que incluyó a Daga, Fénix, Jack Evans, Joe Lider, Psicosis, Teddy Hart y un luchador de TNA estos dos últimos no se presentaron en el combate al final Daga salió triunfador después de que aventó a Fénix hacia una Mesa.
En Rey de Reyes 2013 participó en un fatal de cuatro para determinar al primer campeón AAA Fusión en combate estuvieron incluidos Daga, Crazy Boy y Fénix siendo este último el ganador después de meses de no estar activo en AAA Juventud Guerrera regresa el 30 de agosto en la Arena Naucalpan en un evento grabado para TV de AAA festejando junto a los Mexican Powers: Joe Lider, Crazy Boy y el Niño Hamburguesa diciendo que el fundó a los Mexican Powers y que los iba a poner en el lugar que merecen.
En Héroes Inmortales VII ataca a Crazy Boy y Joe líder en su defensa del campeonato de parejas cambiando de Face a Heel revelando que ya no es Mexican Power y poniéndose una camiseta de una desconocida facion que más tarde revelaría que la facion o stable se llama la anarquía y sus integrantes son: Juventud Guerrera, Steve Pain y Eterno. En su debut derrotaron a los campeones en parejas Jack Evans y Angelico que se unieron a Australian Suicide, después en el Auditorio José María Arteaga vencieron a los Mexican Powers: Joe Lider, Crazy Boy y el Niño Hamburguesa
El 20 de abril, Juventud hizo su regreso junto a Kevin Kross y Teddy Hart, atacando directamente a Rey Wagner y Hernández después del evento principal por el Megacampeonato de AAA. El trío se autodenominó MAD, juró reunirse contra sus próximas oportunidades titulares.

### All Elite Wrestling (2021)
El 28 de julio de 2021, Guerrera fue anunciado para un combate contra Chris Jericho en el evento Homecoming de All Elite Wrestling del 4 de agosto de 2021 en el que se requiere que este último realice una maniobra desde la cuerda superior. El combate es el tercero de los «Cinco trabajos» que Jericho debía completar con éxito para enfrentarse a MJF en un combate de rencor.

### Regreso a Impact Wrestling (2023)
Guerrera hizo un regreso sorpresa a Impact Wrestling. Fue retador y se unió a la Batalla Real. Esto ocurrió durante el evento Bound for Glory, el 21 de octubre de 2023.

## En lucha
- Movimientos finales
  - Juvi Driver (Wrist-clutch sitout scoop slam piledriver, a veces desde una posición elevada)
  - Juvi Lock (Over the shoulder single leg Boston crab)
  - Double underhook powerbomb
  - 450° splash

- Movimientos de firma
  - Air Juvi (High-angle suicide dive, a veces saltando sobre una silla o un compañero de equipo)
  - Juicy Elbow (Feint leg drop transicionado en high-impact running elbow drop al pecho del oponente) - parodiado de The Rock
  - Bridging dragon suplex
  - Top rope dive into either a hurricanrana, frog splash, moonsault o tornado DDT
  - Sitout crucifix powerbomb
  - Sitout facebuster, a veces después de un pumphandle
  - Spinning heel kick
  - Jumping sole kick
  - Dropkick, a veces en un springboard
  - Wheelbarrow facebuster

- Managers
  - Rob Black
  - Lady Victoria
  - Psicosis

- Apodos
  - "The Juice"

## Campeonatos y logros
- Asistencia Asesoría y Administración
  - Campeonato Mundial de Peso Crucero de AAA (1 vez)
  - Mexican National Atómicos Championship (1 vez) – con Crazy Boy, Joe Lider y Psicosis II[1]
  - Mexican National Tag Team Championship (3 veces) – con Fuerza Guerrera

- Big Time Wrestling
  - BTW United States Light Heavyweight Championship (1 vez)
- Comisión de Box y Lucha Libre México D.F.
  - Mexican National Atómicos Championship (1 vez) - con Crazy Boy, Joe Líder y Psicosis
  - Mexican National Tag Team Championship (3 veces) - Fuerza Guerrera
- International Wrestling All-Stars
  - IWAS Tag Team Championship (1 vez)
- International Wrestling Association
  - IWA World Junior Heavyweight Championship (1 vez)
- New Japan Pro Wrestling
  - IWGP Junior Heavyweight Championship (1 vez)
- Nu-Wrestling Evolution
  - NWE Cruiserweight Championship (1 vez, actual)
- Total Nonstop Action Wrestling
  - TNA World X Cup (2004) con Mr. Águila, Abismo Negro, Héctor Garza, Heavy Metal como Team Mexico
- Universal Wrestling Association
  - UWA World Tag Team Championship (1 vez)
- World Championship Wrestling
  - WCW Cruiserweight Championship (3 veces)
  - WCW Cruiserweight Tag Team Championship (1 vez) con Rey Mysterio

- World Wrestling All-Stars
  - WWA International Cruiserweight Championship (2 veces)

- World Wrestling Association
  - WWA World Lightweight Championship (2 veces)
  - WWA World Welterweight Championship (1 vez)
  - WWA World Tag Team Championship (2 veces) – with Fuerza Guerrera
  - WWA World Trios Championship (1 time) – with Fuerza Guerrera and Psicosis

- World Wrestling Council
  - WWC World Junior Heavyweight Championship (1 vez)[2]

- World Wrestling Entertainment
  - WWE Cruiserweight Championship (2 veces)

- Pro Wrestling Illustrated
  - Situado en el Nº172 en los PWI 500 del 2009
  - Situado en el N°140 en los PWI 500 Mejores Luchadores individuales durante los PWI Years en 2003.[3]
  - Situado en el N°25 de los PWI 500 Mejores Luchadores Individuales del PWI 500 en 1998.[4]

- Wrestling Observer Newsletter awards
  - Best Flying Wrestler (1998, 1999)
  - 5 Star Match vs Rey Mysterio Jr. (AAA en Matamoros, 30 de noviembre de 1994)
  - Lucha 5 Estrellas vs. Rey Mysterio Jr. (ECW Big Ass Extreme Bash: Day 2, 9 de marzo de 1996)

- Xtreme Wrestling Federation
  - XWF World Cruiserweight Championship (1 vez)[5]

- Xtreme Latin American Wrestling
  - XLAW Extreme Junior Championship (1 vez)